# Bedford College

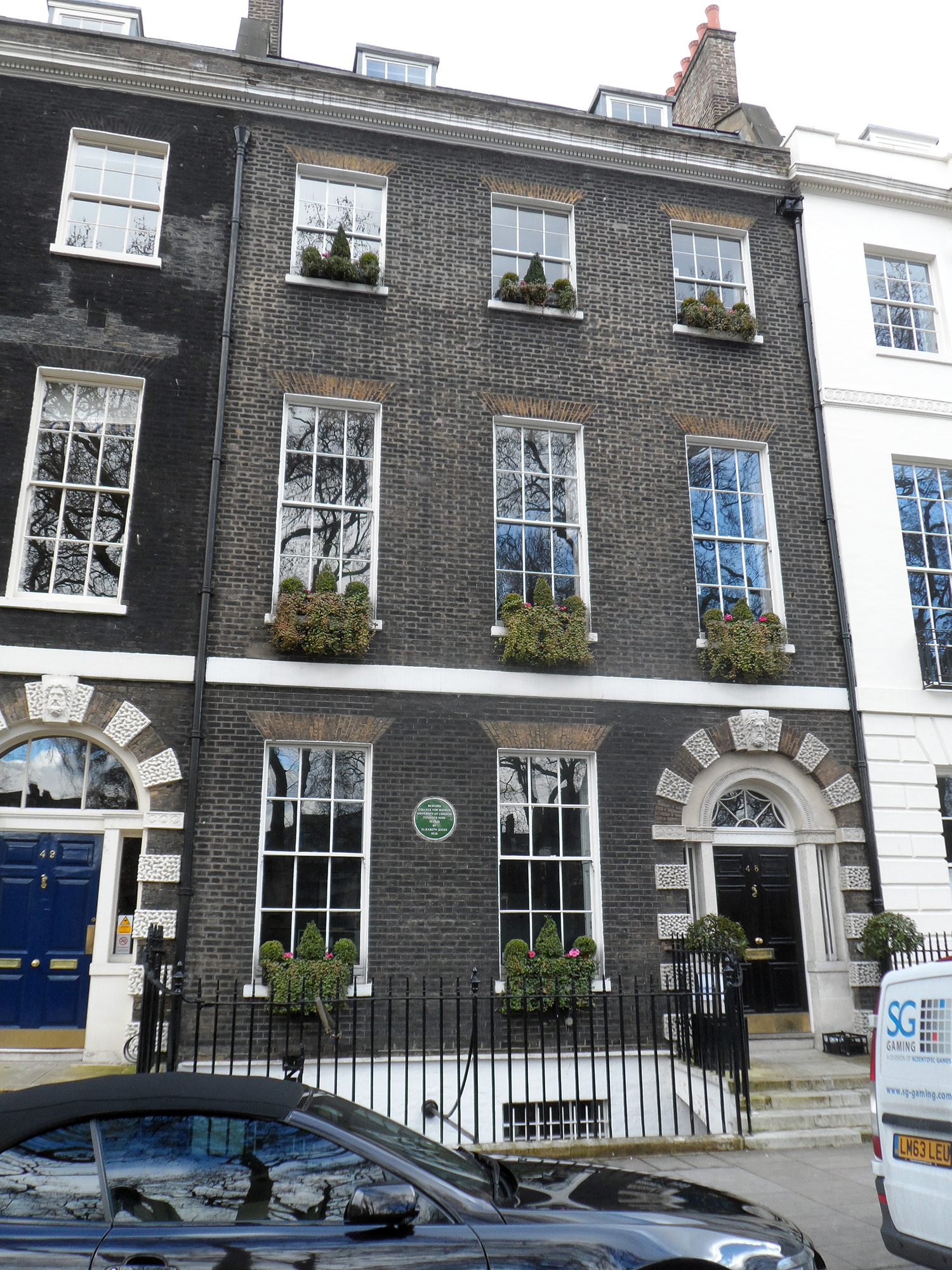
L'immeuble de Bedford Square en 2015.

Le Bedford College est fondé à Londres en 1849 en tant que collège pour femmes. C'est le premier établissement d'enseignement supérieur universitaire réservé aux étudiantes au Royaume-Uni. En 1900, le collège est intégré au sein de l'université de Londres. Bedford College devient mixte dans les années 1960. En 1985, le collège fusionne avec le Royal Holloway College, pour former le Royal Holloway and Bedford New College, connu comme le Royal Holloway Royal Holloway, University of London.
Le collège est nommé d'après le Bedford Square, où il est alors situé.

## Fondation: contexte social et féminisme
Au Royaume-Uni, l’enseignement est initialement dispensé aux jeunes filles de la bourgeoisie par des préceptrices, un des seuls métiers socialement acceptables pour les veuves et les jeunes filles issues de la bonne société. Outre les connaissances de base en matière de lecture, d’écriture et de calcul, il est focalisé sur les activités d’agréments qui fondent « l’art de plaire » et exclut les disciplines scientifiques telles que le grec et le latin, alors indispensables pour poursuivre un cursus dans l’enseignement supérieur.
Éduquées et indépendantes, les femmes qui s’improvisent institutrices fournissent historiquement une part importante des effectifs militants féministes. Elles souffrent néanmoins d’un déficit de formation, provenant de leur exclusion de l’université. Le Queen’s College for Women puis le Bedford College d’Elizabeth Jesser Reid sont créés à la fin des années 1840 pour permettre aux éducatrices de bénéficier d’une formation de niveau supérieur. Les nouvelles diplômées sont à la pointe du mouvement pour l’éducation des femmes. Le North London Collegiate School (1850) puis le Cheltenham Ladies' College (1853), dirigés par deux anciennes élèves de Bedford, Frances Buss et Dorothea Beale, proposent une pédagogie révisée, alignée sur les standards des écoles de garçons.

## Personnalités liées au collège
- Eliza Orme (1848-1937), avocate
- Charlotte Ainslie (1863-1960), diplômée en 1895
- Ethel Hurlbatt (1866-1934), directrice de 1898 à 1906.
- Beatrice Edgell (1871-1948), professeure de psychologie au collège
- Delyth Morgan (1961-), femme politique
- Margaret Tuke (1862-1947), principale de 1907 à 1929
- Helen Porter (1899-1987), botaniste
- Marjorie Williamson (1913-2002), physicienne et universitaire
- Monica Cole (1922-1994), géographe et universitaire
- Dorothy Wedderburn (1925-2012), dernière principale avant la fusion avec Holloway.